# Vụ Hải quân Chile nhìn thấy UFO 2014
Vụ Hải quân Chile nhìn thấy UFO vào ngày 14 tháng 11 năm 2014 là hiện tượng quan sát thấy một vật thể bay không xác định (UFO) cho đến nay vẫn chưa giải thích được ở phía tây Santiago, Chile.

## Diễn biến
Đầu giờ chiều ngày 14 tháng 11 năm 2014, một phi công và kỹ thuật viên của Hải quân Chile đã bay bằng trực thăng dọc bờ biển để kiểm tra đặc tính chụp ảnh nhiệt của camera hồng ngoại độ phân giải cao mới WESCAM MX-15 HD FLIR (Forward Looking Infra Red). Họ đang hướng về phía bắc ở độ cao 1,4 km trên chiếc Airbus Cougar hai động cơ. Bầu trời trong xanh với tầm nhìn ngang không giới hạn và nhiệt độ không khí ở độ cao lúc này là 10 độ C. Các đám mây xuất hiện ở độ cao 10.000 feet và một lớp mây tầng tích nằm bên dưới.
Lúc 13 giờ 52 phút, khi đang quay phim địa hình, kỹ thuật viên quan sát thấy một vật thể bay về bên trái trên mặt biển. Ngay sau đó, cả hai thành viên phi hành đoàn đều có thể quan sát được bằng mắt thường. Họ lưu ý rằng tốc độ và độ cao của vật thể dường như tương đương với trực thăng (khoảng 240 km/h) và ước tính vật thể đó cách đó khoảng 55–65 km. Theo thuyền trưởng, nó đang di chuyển về hướng Tây/Tây Bắc.
Phi công liên lạc với hai trạm radar để báo cáo về vật thể bay. Tuy nhiên, cả hai đều không thể phát hiện bất cứ thứ gì khác ngoài máy bay trực thăng. Các nhân viên kiểm soát không lưu sau đó xác nhận rằng không có hoạt động giao thông, dân sự hay quân sự nào được báo cáo trong khu vực và không có máy bay nào được phép bay trong không phận được kiểm soát nơi có vật thể được quan sát. Radar trên máy bay cũng không thể phát hiện được vật thể và radar camera không thể khóa mục tiêu.
Sau đó, phi công cố gắng liên lạc với vật thể này bằng sóng vô tuyến nhiều lần qua băng thông dân sự đa quốc gia được thiết kế cho mục đích này nhưng không thành công. UFO có thể được quay trong gần 10 phút với chế độ xem camera nhìn thấy và hồng ngoại. Nhờ camera hồng ngoại, phi công và kỹ thuật viên đã có thể quan sát, sau khoảng 8 phút quay video, vật thể này tạo ra hai đợt phóng riêng biệt một loại chất lỏng hoặc khí nhất định, tạo ra tín hiệu "rõ ràng" nóng hơn chính vật thể đó, nhiệt độ của UFO được các chuyên gia phân tích ước tính là hơn 50 độ C. Khi vật thể biến mất sau những đám mây, toán sĩ quan bèn quay trở lại căn cứ của họ. Những quan sát này về sau đều được ủy ban chuyên gia chịu trách nhiệm điều tra vật thể lạ xác nhận.

## Mô tả UFO
Theo thuyền trưởng Hải quân, vật thể này là một "cấu trúc phẳng, thon dài" với "hai điểm nóng nhiệt giống như chất phóng điện không trùng với trục chuyển động". Về phần mình, kỹ thuật viên mô tả UFO có "màu trắng với hình bán bầu dục trên trục ngang".
Khi sự kiện phóng đầu tiên xảy ra, vật chất thoát ra từ hai phần khác nhau của vật thể và sau đó kết hợp với nhau trong không gian, tạo ra một vệt sáng. Lượng khí thoát ra đầu tiên rất lớn và tối trong vùng hồng ngoại, nghĩa là rất nóng, còn lượng khí thứ hai nhẹ hơn và bán trong suốt.
Giới chuyên viên phân tích ảnh của Không quân Chile xác nhận rằng vật thể này là một hình dạng ba chiều có thật, có khả năng kiểm soát chuyển động và không bị ảnh hưởng bởi gió. Theo các chuyên gia này, vật thể này phản chiếu ánh sáng và giải phóng một loại năng lượng nào đó (thoát khí nóng). Các nhà phân tích có thể chứng minh rằng không có bằng chứng nào về trò lừa bịp hoặc thay đổi video bởi bất kỳ ứng dụng máy tính nào.
Phi hành đoàn trực thăng báo cáo rằng vật thể đang đi theo nhịp của trực thăng, điều này được các nhà phân tích Pháp xác nhận sau khi phân tích dữ liệu.

## Phân tích
Sau khi nhìn thấy UFO, Hải quân đã bàn giao đoạn video này cho Ủy ban Nghiên cứu Hiện tượng Không trung Bất thường (CEFAA). Ủy ban này được chính phủ Chile giao nhiệm vụ điều tra những vụ chứng kiến UFO hoặc hiện tượng không trung không xác định (UAP). Việc nghiên cứu các bức ảnh do giới khoa học, quân nhân và chuyên gia Pháp (GEIPAN) thực hiện trong lĩnh vực phân tích ảnh. Sự kiện này từng được các chuyên gia nghiên cứu và phân tích trong suốt hai năm liền. Ủy ban đã công khai kết quả làm việc và đưa ra kết luận rằng đây là một hiện tượng không gian không xác định được và họ không thể tìm ra lời giải thích cho vụ chứng kiến này. CEFAA không tìm thấy lời giải thích nào nhằm xác minh đoạn video trên do vậy các lý thuyết được đề xuất đều bị dữ liệu loại trừ. Toàn bộ dữ liệu radar, dữ liệu thời tiết vệ tinh và chi tiết giao thông hàng không tại khu vực đó vào thời điểm đó đều có sẵn.
Tướng Bermúdez và Mario Avila, cả hai đều là thành viên của ủy ban khoa học CEFAA, đã tiến hành phỏng vấn hai sĩ quan chứng kiến vụ việc. Mario Avila làm chứng: "Tôi rất ấn tượng với những nhân chứng này - họ là những chuyên gia có trình độ cao với nhiều năm kinh nghiệm và họ hoàn toàn chắc chắn rằng họ không thể giải thích những gì họ vừa nhìn thấy".
Một trong những lời giải thích được đưa ra là một chiếc máy bay tầm trung đang bay để hạ cánh xuống sân bay Santiago và vệt nước thải được quan sát thấy trong hai trường hợp có thể là sự cố tràn nước thải trong cabin, tạo thành một luồng gió thổi theo hướng gió cục bộ từ phía tây. Lời giải thích này được các chuyên gia Pháp đề xuất vào năm 2015 lại không được CEFAA chấp nhận. Quả thực, vì nhiều lý do, lời giải thích này rất khó tin là xác thực. Chiếc máy bay khả nghi đã được nhìn thấy trên radar. Lẽ ra nó phải được phép hạ cánh ở Santiago hoặc một sân bay khác nhưng thực tế không phải vậy. Có lẽ nó đã trả lời liên lạc vô tuyến. Máy bay không xả nước trong giai đoạn hạ cánh. Ở Chile, máy bay muốn phóng vật liệu ra phải xin phép DGAC trước khi thực hiện. Cuối cùng, có vẻ như các phi công giàu kinh nghiệm sẽ không nhận ra chiếc máy bay đó, hoặc ít nhất là họ sẽ để ngỏ lựa chọn này sau đó nếu có khả năng. Tuy nhiên, khả năng này không hoàn toàn bị loại trừ. Nhà nghiên cứu nghiệp dư Mick West đã công bố vào ngày 11 tháng 1 năm 2017, năm ngày sau khi công bố kết luận chính thức, trên Skydentify, một diễn đàn phụ của trang Metabunk.com, rằng đó là một chiếc máy bay từ chuyến bay IB6830, một máy bay phản lực bốn động cơ Iberia Airlines A340, và vệt khí động học của nó, hình thành sau khi máy bay cất cánh. Theo Mick West, vệt mòn kéo dài trong ảnh có vẻ ấm áp một cách sai lầm, trái ngược với bầu trời lạnh lẽo.

## Kết luận
Kết luận chính thức là "đại đa số thành viên ủy ban đều đồng ý mô tả chủ đề được đề cập là một UAP (Hiện tượng Không trung Không xác định) không thể giải thích được". Theo Jose Lay, trường hợp này là một trong những vụ quan sát thấy UFO gây tò mò và hấp dẫn nhất trong số những trường hợp có trong hồ sơ CEFAA. "Đây là video đầu tiên của chúng tôi được quay bằng camera hồng ngoại tinh vi; lần đầu tiên chúng tôi chứng kiến sự phóng ra một chất từ UAP; lần đầu tiên chúng tôi có một cảnh tượng kéo dài hơn chín phút với hai nhân chứng rất đáng tin cậy".